# 彭飞
彭飞（1914年—2006年），男，土家族，湖南永顺人，中华人民共和国军事人物，中国人民解放军少将，曾任福建生产建设兵团司令员，福州军区副参谋长。